# 岗店街道
岗店街道，是中华人民共和国辽宁省大連市瓦房店市下辖的一个乡镇级行政单位。

## 行政区划
岗店街道下辖以下地区：
张山嘴社区、曲大屯社区、老皮铺村、太阳沟村、瓦房村、姜洼村、云台村、北王村、磊山村和东林村。